# Robert Stevenson
Robert Stevenson, FRSE, FGS, FRAS, FSA Scot, MWS (8. června 1772 Glasgow – 12. července 1850 Edinburgh) byl skotský stavební inženýr, známý projektant a stavitel majáků.
Jedním z jeho nejlepších počinů byla stavba majáku Bell Rock. V roce 1808 byl jmenován prvním hlavním inženýrem Rady severních majáků (Northern Lighthouse Board).

## Život
Narodil se v Glasgow v rodině Alana Stevensona, společníka ve West Indies sugar trading house (Západoindický obchodní dům s cukrem) v Glasgowě, který zemřel na epidemickou horečku na ostrově Svatý Kryštof v Západní Indii 26. května 1774. Ve stejnou dobu na stejnou nemoc zemřel i Robertův strýc. Protože se vdova po Alanovi, Jean Lillie Stevensonová, ocitla ve značně omezené finanční situaci, byl Robert jako malé dítě vzděláván v charitativní škole.
Robertova matka zamýšlela, že nastoupí do státní služby, a tak ho, když byl o něco starší, zapsala do školy místního slavného glasgowského lingvisty, jistého pana Macintyra. Když však bylo Robertovi 15 let, znovu se provdala a rodina se přestěhovala na Blair Street 1, u Královské míle v Edinburghu. Robertovým novým nevlastním otcem byl Thomas Smith, klempíř, výrobce lamp, vynalézavý mechanik a stavební inženýr, který byl v roce 1786 jmenován do nově vzniklé Rady severních majáků (Northern Lighthouse Board).
V roce 1798 nebo 1799, když bylo Robertovi asi 26 let, se rodina přestěhovala do nově postaveného domu Baxters Place 2 v čele ulice Leith Walk.
V roce 1815 Robertův nevlastní otec zemřel a Robert zdědil dům, kde žil přibližně do roku 1820.

## Kariéra
Stevenson se vyučil stavebním inženýrem u svého nevlastního otce Thomase Smithe. Byl v něm tak úspěšný, že ve svých 19 letech dostal na starost dohled nad stavbou majáku na ostrově Little Cumbrae na řece Clyde. Jeho dalším projektem byl dohled nad stavbou majáků na Orknejích. Při práci na těchto projektech pokračoval ve studiu stavebního inženýrství: Pilně se cvičil v zeměměřičství a architektonickém kreslení a navštěvoval přednášky z matematiky a fyziky na Andersonově institutu v Glasgow.
V zimě, kdy bylo na stavební práce příliš chladno, navštěvoval přednášky na Edinburské univerzitě z filozofie, matematiky, chemie, přírodopisu, etiky, logiky a zemědělství. Titul mu nebyl udělen, protože neovládal latinu nebo řečtinu, což bylo v té době podmínkou pro získání titulu.
V roce 1797 byl jmenován inženýrem Lighthouse Board (Rada majáků), kde nastoupil po svém nevlastním otci. V roce 1799 se oženil se Smithovou nejstarší dcerou Jean, která byla zároveň jeho nevlastní sestrou, a v roce 1800 ho Smith učinil svým obchodním partnerem.
Nejvýznamnějším dílem Stevensonova života byl maják Bell Rock, postavený v letech 1807–1810, kdy mu bylo kolem třiceti let. Maják stojí dodnes. Planování stavby se dlouho rodilo, ale ještě déle (a nesmírně riskantně) se stavělo. Jeho konstrukce vycházela z návrhu majáku Eddystone, který postavil John Smeaton – Stevenson však tento návrh několikrát vylepšil. Konzultantem projektu byl inženýr John Rennie. Po dokončení projektu se vedly spory o to, kdo by měl mít větší zásluhy – Rennie nebo Stevenson. Tento spor se vyostřil zejména mezi syny obou mužů, když byli starší – Robertovým synem Alanem Stevensonem a synem Johna Rennieho, sirem Johnem Renniem. Samuel Smiles, populární autor inženýrské literatury té doby, publikoval zprávu převzatou od Rennieho, která dávala vyniknout Rennieho tvrzení. Rada severních majáků však připsala plný kredit Stevensonovi, stejně jako historici od té doby.
Stevensonova práce na Bell Rock i jinde poskytla fond anekdot o nebezpečích, kterým se obvykle vystavoval, a o jeho šťastných únicích. Například v roce 1794 byl na palubě šalupy Elizabeth of Stromness, která se vracela z Orknejských ostrovů, když u Kinnaird Head uvázla na mělčině. Na rozdíl od ostatních na palubě lodi měl to štěstí, že byl z lodi vytažen a na člunu byl dopraven na břeh. Poté, co ji opustil, se zvedla vichřice a zahnala loď zpět na Orkneje, kde ztroskotala a všichni na palubě se utopili. Jindy byl s posádkou mužů na skále Bell Rock, která byla přístupná pouze při nejnižším přílivu, když jeden z člunů s posádkou odplul. Zbývající čluny neměly dost místa, aby všechny dopravily zpět na pevninu. Jakmile by se příliv zvedl, skála by byla potopena a každý, kdo by nebyl ve člunu, by uvízl ve vodě. Naštěstí před přílivem náhodou připlul lodivodský člun Bell Rock, který měl za úkol doručit Stevensonovi nějakou poštu, a tím zachránil situaci.
Stevenson působil jako inženýr Rady severních majáků až do roku 1842, tedy téměř padesát let. Během této doby navrhl řadu majáků a dohlížel na jejich výstavbu a později na jejich vylepšení. Mezi jeho četné inovace patřil výběr světelných zdrojů a jejich upevnění, konstrukce reflektorů, použití Fresnelových čoček a použití systémů otáčení a clonění, které majákům poskytly individuální charakteristiku, díky nimž je mohli námořníci identifikovat. Za tuto inovaci mu nizozemský král Vilém I. udělil zlatou medaili.
Po bitvě u Waterloo, která znamenala konec kontinentálních válek, byly inženýrské dovednosti velmi žádané, protože se pozornost soustředila na zlepšení infrastruktury země. Stevenson měl tedy stále co dělat. Kromě práce pro Radu severních majáků působil jako inženýr konzultant na mnoha projektech a spolupracoval s dalšími inženýry, jako byli John Rennie, Alexander Nimmo, Thomas Telford, William Walker, Archibald Elliot a William Cubitt. Tyto projekty zahrnovaly výstavbu silnic, mostů, přístavů, průplavů, železnic a pomůcek pro říční plavbu. V Glasgowě navrhl a dohlížel na stavbu Hutchesonova mostu a v Edinburghu na stavbu Regentova mostu a přístupů k němu z východu. Vytvořil také řadu návrhů průplavů a železnic, které nebyly postaveny, a nové a vylepšené návrhy mostů, z nichž některé později realizovali jeho nástupci. Vynalezl pohyblivý výložník a vyvažovací jeřáb jako nezbytné pomůcky pro stavbu majáků, a jak poznamenal George Stephenson, vedl trend používání kujných, nikoli litinových kolejnic při stavbě železnic.
V roce 1815 byl jmenován členem Královské společnosti v Edinburghu. Jeho navrhovateli byli John Barclay, John Playfair a David Brewster.
V roce 1824 publikoval práci o stavu východního pobřeží Spojeného království s názvem Account of the Bell Rock Lighthouse. Předložil v něm přesvědčivé důkazy o tom, že Severní moře toto pobřeží eroduje, a zejména o tom, že mizí velké písečné přesypy – kořist, kterou moře odneslo. Vyslovil hypotézu, že sladkovodní a mořské oblasti v ústí řek existují jako oddělené a samostatné toky, a provedl testy této hypotézy. Přispíval články do Encyclopædia Britannica a Edinburgh Encyclopædia a publikoval články v řadě vědeckých časopisů.
V roce 2016 byl uveden do Síně slávy skotského inženýrství.

## Rodinný život
V roce 1799 se Robert oženil se svou nevlastní sestrou Jean Smithovou, která byla nejstarší dcerou jeho nevlastního otce Thomase Smithe z jeho prvního manželství. Několik jejich dětí zemřelo v raném věku, včetně tří dětí, které zemřely na dětské nemoci na počátku roku 1808 během stavby majáku Bell Rock. z třinácti dětí se pět dožilo dospělosti. Tři ze Stevensonových synů se stali inženýry: Alan, David a Thomas. Jeho dcera Jane se stala otcovou sekretářkou a pomáhala mu psát a ilustrovat jeho zprávu o stavbě majáku Bell Rock. Měl dvě vnoučata, která se stala známými: jeho syn Alan byl otcem spisovatelky a novinářky Katharine de Mattos a jeho syn Thomas byl otcem spisovatele Roberta Louise Stevensona.
Po většinu svých pozdějších let bydlel Stevenson v Baxters Place v ulici Leith Walk a kolem roku 1820 se přestěhoval z domu č. 2 do mnohem většího domu č. 1. V roce 1985 byla budova na jeho počest pojmenována Robert Stevenson House. Od roku 1985 do roku 2015 sloužila jako kancelář. V roce 2017 byla budova přestavěna na hotel Marriott, načež byl název odstraněn.
Stevenson zemřel 12. července 1850 na adrese Baxters Place 1 v Edinburghu. Je pohřben na rodinném pozemku Stevensonových na pohřebišti New Calton Burial Ground.